# Ponto de fulgor
Ponto de fulgor, ou ponto de Inflamação, é a menor temperatura na qual um combustível liberta vapor em quantidade suficiente para formar uma mistura inflamável por uma fonte externa de calor. O ponto de fulgor, ou de inflamação, não é suficiente para que a combustão seja mantida.
Por mistura inflamável, para a obtenção do ponto de fulgor, entenda-se a quantidade de gás ou vapor misturada com o ar atmosférico suficiente para iniciar uma inflamação em contacto com uma fonte de calor (isto é, a queima abrupta do gás ou vapor), sem que haja a combustão do combustível emitente. Outro detalhe verificado é que, ao retirar-se a fonte de calor, acaba a inflamação (queima) da mistura.
Trata-se de um dado importante para classificação dos produtos combustíveis, em especial no que se refere à segurança, aos riscos de armazenagem e manuseamento.
O ponto de fulgor não deve ser confundido com a temperatura de autoignição, a qual não requer uma fonte de ignição, ou o ponto de combustão, a temperatura na qual o vapor continua a queimar após ter sofrido ignição. Nem o ponto de fulgor, nem o ponto de combustão são dependentes da temperatura da fonte de ignição, que é muito mais elevada.
O ponto de fulgor é frequentemente usado como uma característica descritiva de líquidos combustíveis e é também usado para ajudar a caracterizar os perigos de inflamação de líquidos. O conceito de ponto de fulgor refere-se tanto a líquidos inflamáveis quanto a combustíveis. Existem vários padrões para se definir cada termo. Líquidos com um ponto de fulgor menor do que 60,5 °C ou 37,8 °C, dependendo do padrão sendo aplicado, são considerados inflamáveis, enquanto líquidos com pontos de fulgor acima de certas temperaturas são considerados combustíveis.

## Exemplos
| Combustível                  | Ponto de fulgor              | Auto-ignição       | Ponto de congelamento |
| ---------------------------- | ---------------------------- | ------------------ | --------------------- |
| Etanol (70%)                 | 16,6 °C (61,88 °F)           | 363 °C (685,40 °F) | -117 °C               |
| Gasolina                     | -42,8 °C (-45 °F)            | 246 °C (495 °F)    | -100 °C               |
| Diesel                       | >38 °C (101 °F)              | 210 °C (410 °F)    | 6 °C                  |
| Querosene de aviação         | >60 °C (140 °F)              | 210 °C (410 °F)    | -47 °C                |
| Querosene (óleo de parafina) | >38° a 72 °C (100° a 162 °F) | 220 °C (428 °F)    | -20 °C                |
| Óleo vegetal (canola)        | 327 °C (620 °F)              |                    |                       |
| Biodiesel                    | >130 °C (266 °F)             |                    |                       |

Através do ponto de fulgor distinguem-se os líquidos combustíveis e inflamáveis, de acordo com norma regulamentadora:
- Líquido combustível: todo aquele que possua ponto de fulgor superior a 60°C (sessenta graus Celsius) e inferior a 93 °C.

O líquido combustível acima classifica-se como líquido combustível Classe III.
- Líquido inflamável: todo aquele que possua ponto de fulgor igual ou inferior a 60 °C (conforme NR 16).

Quando o líquido inflamável definido acima possui ponto de fulgor superior a 37,7 °C e inferior a 70 °C, ele é classificado como líquido combustível Classe II.